# Tsitsernakaberd
Dzitsernagapert o Tzitzernakaberd (en armenio: Ծիծեռնակաբերդ) es un monumento ubicado en la ciudad armenia de Ereván, dedicado a las víctimas del genocidio armenio, hecho que el pueblo sufrió desde 1915 hasta alrededor de 1922.
Fue edificado junto al Museo del Genocidio Armenio en una colina, al oeste del río Hrazdan y cerca de la ciudad de Ereván, la capital del país.

## Etimología
La palabra armenia Tsitsernakaberd (Ծիծեռնակաբերդ , "fortaleza de las golondrinas pequeñas") es un nombre compuesto por las raíces de las palabras Tsitsernak (ծիծեռնակ, "pequeña golondrina") y berd (բերդ, "fortaleza") con el infijo aglutinante a (ա, de la o de las; de acuerdo al sentido que se dé en la oración usada).

## Historia

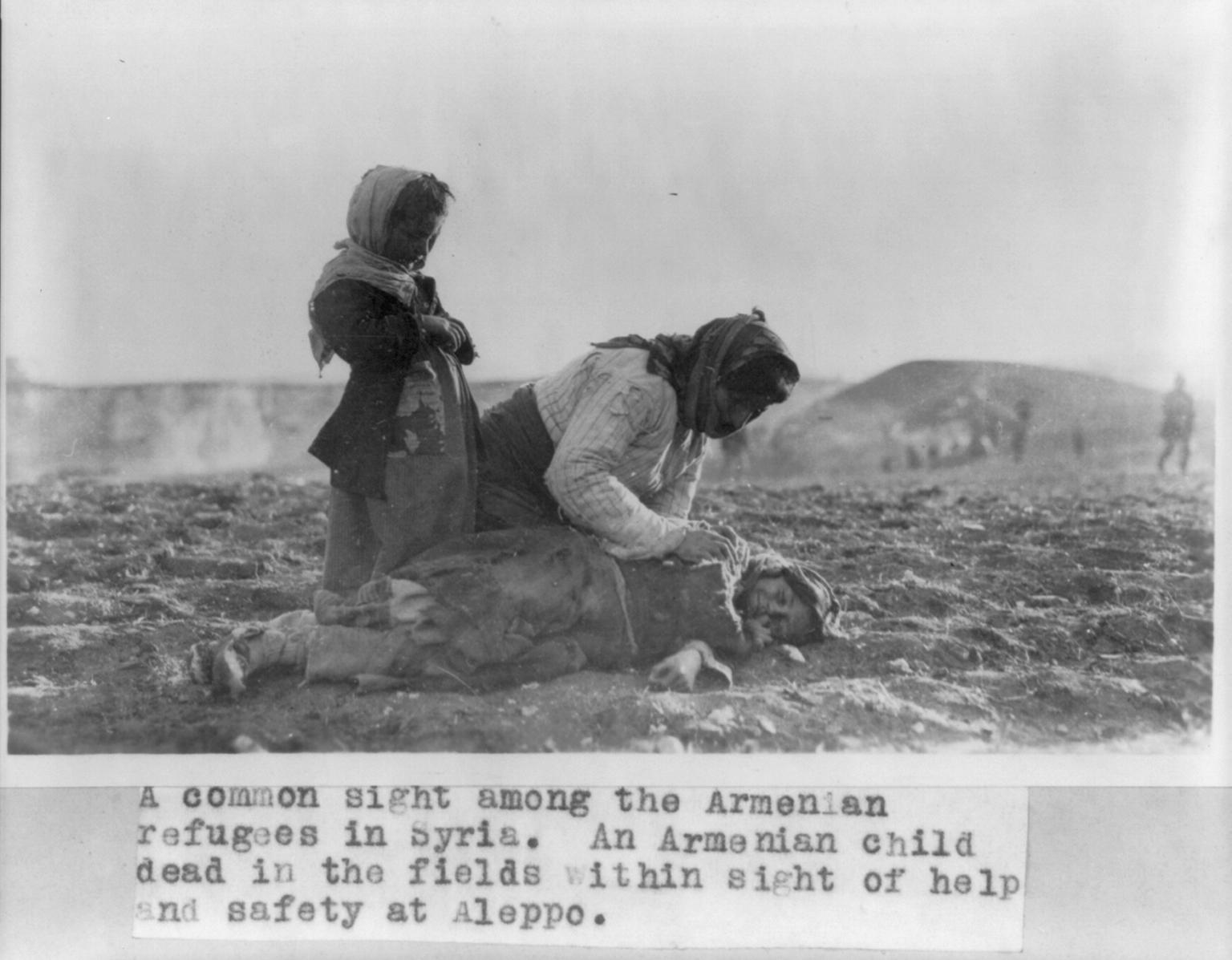
Durante años los armenios sufrieron los abusos, masacres y torturas del Imperio otomano.

La construcción de la obra comenzó en 1966 (durante la época soviética) debido a las manifestaciones de Ereván en 1965, durante la cual un millón de personas se manifestaron en la ciudad durante 24 horas para conmemorar el quincuagésimo aniversario del genocidio armenio. Los trabajos comenzaron en dicho año y la obra fue terminada en 1968.

## Monumentos
- La estela: Monumento de 44 metros que, apuntando al cielo, simboliza el renacer de los armenios. Se ubica al lado de las doce grandes losas. Está hecha de basalto.
- Las doce losas: Está compuesta de doce grandes losas de basalto gris, las cuales representan las doce provincias perdidas en el actual territorio de Turquía. Dentro de ellas, a una profundidad de 1,5 metros, se encuentra la llama eterna, signo de duelo.
- La muralla: De 100 metros, tiene los nombres las ciudades y aldeas armenias en las cuales fueron ejecutadas las masacres. Cerca del museo hay abetos plantados por diferentes personalidades como Arnold Schwarzenegger o Jacques Chirac en memoria y reconocimiento del genocidio armenio.

## Tradiciones

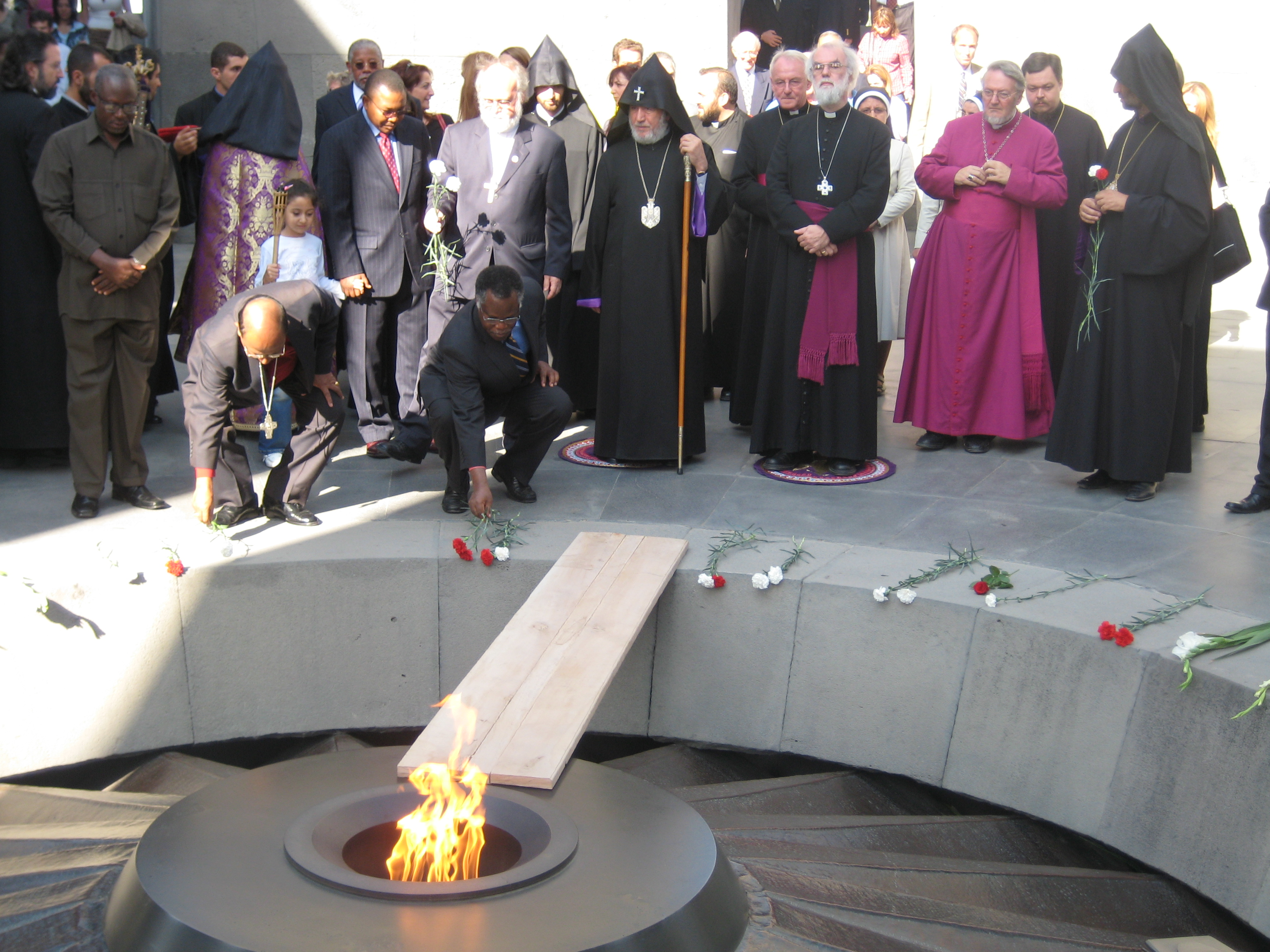
Karekin II junto a otras autoridades religiosas cerca de la llama eterna

El 24 de abril es un día de duelo nacional declarado festivo, en el cual los habitantes de Ereván y otras regiones o incluso la diáspora armenia, encabezados por sus líderes políticos y la Iglesia nacional se dirigen en procesión de duelo hasta este monumento. Pocos son los habitantes de la ciudad que no participan, pero los que sí hacen ofrendas florales al monumento, que también recibe visitas de otras ciudades y turistas.

## Museo

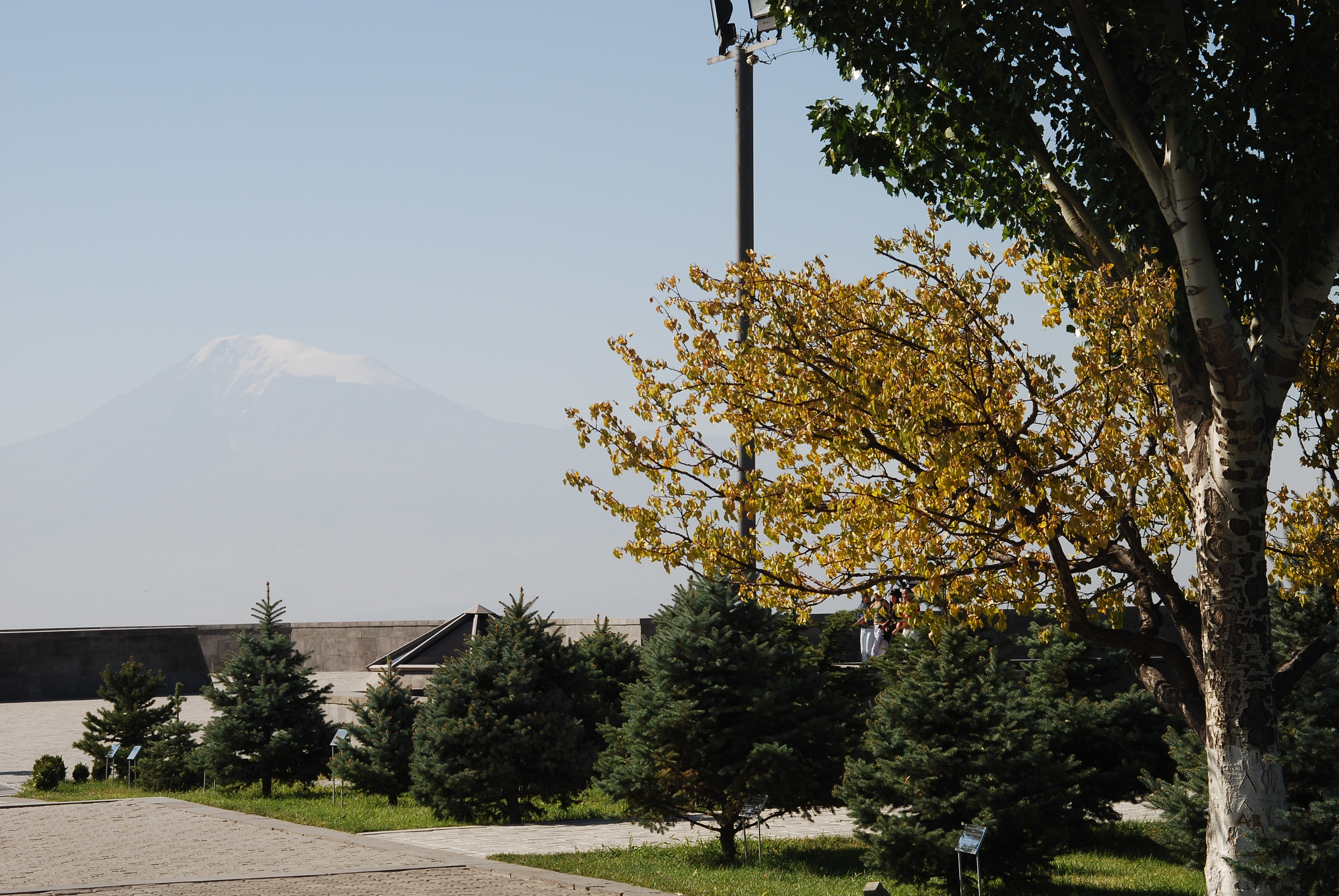
Árboles plantados cerca del museo

En 1995, un pequeño museo circular subterráneo fue abierto en el otro extremo del parque donde se puede apreciar y aprender información básica de los hechos ocurridos en 1915. Algunas fotos tomadas por fotógrafos alemanes (aliados otomanos en la Gran Guerra) tales como Armin T. Wegner y algunas publicaciones sobre el genocidio también se encuentran aquí. Cerca del museo es el lugar donde estadistas extranjeros han plantado árboles en memoria del genocidio.